# Hrabstwo Kalawao
Hrabstwo Kalawao (ang. Kalawao County) – hrabstwo w stanie Hawaje w Stanach Zjednoczonych. Obszar całkowity hrabstwa obejmuje powierzchnię 52,33 mil² (135,53 km²). Według szacunków United States Census Bureau w roku 2009 miało 83 mieszkańców. Hrabstwo nie posiada swojej siedziby administracyjnej – jest zarządzane przez Departament Zdrowia na Hawajach.